# Куадрангуларис Риверсум
Куадрангуларис Риверсум е иновационен музикален инструмент от групата на перкусионните пластинкови инструменти.
Той е създаден от американския композитор и философ Хари Парч и мексиканския музикален теоретик Ървинг Уилис през 1968 година. Подобно на композитори като Карл Орф, Парч създава свой комплект от множество инструменти, които да удовлетворяват неговите музикални критерии.
Парч е известен със своята теория за разделение на музикалните височини не както е в стандартната музикална теория на тон и полутон, а на четвърт тонове и дори на по-малки интервали като 1/16, 1/32 и т.н. на базата на математически изчисления. За да може да пише на практика произведения, използвайки своята теория, създава инструменти като Куадрангуларис Риверсум.
Инструментът се състои от три грифа, един фронтален, подобно на 4-редния ксилофон, но настроен на четвърт тон, и два малки странични, настроени хроматично, разположени от лявата и дясната страна.
Под всяка пластина има резонатор във формата на тръба от бамбук. За изработка на пластините на Куадрангуларис Риверсумът, Парч използва дървесина от евкалипт и розово дърво. Стойката и краката на инструмента имат извита форма и странен футуристичен дизайн.